# 22722 Timothycooper
22722 Timothycooper è un asteroide della fascia principale. Scoperto nel 1998, presenta un'orbita caratterizzata da un semiasse maggiore pari a 2,7042219 UA e da un'eccentricità di 0,2535757, inclinata di 14,06051° rispetto all'eclittica.